# Осьма (приток Днепра)
Осьма — река в Смоленской области России в Вяземском и Дорогобужском районах. Левый приток Днепра. Длина 104 км. Площадь бассейна — 1530 км².
Исток у железнодорожной станции Ждановка линии Москва-Минск в Вяземском районе на юго-западе Вяземской возвышенности. Направление течения: юго-запад, потом северо-запад. Устье у города Дорогобуж. Притоки: справа: Берёзка, Денежка, Хица, Костря с Малой Кострей, Ректа, Величка, Анижеоз, Абрамовское, Зерешня, Боровлянка и Сукромля; слева: Михалёвка, Семлёвка, Корея (Курелока), Вшивка, Скалка, Слудимня, Артеша, Пруды, Рясна и Ведога.
Название балтийского происхождения («каменная»), ср. лит. ašmuo, латыш. asmens «лезвие, камень».